# Городня (станція)
Горо́дня — проміжна залізнична станція 5 класу Конотопської дирекції Південно-західної залізниці на лінії Бахмач-Пасажирський — Деревини.
Розташована в селі Вокзал-Городня Городнянському районі Чернігівської області між станціями Хоробичі (17 км) та Камка (12 км).
На станції зупиняються поїзди лише далекого сполучення.

## Пасажирське сполучення
| Рух потягів по станції Городня |                    |          |              |               |
| №                              | Маршрут сполучення | Прибуття | Відправлення | Примітка      |
| Приміське сполучення           |                    |          |              |               |
| 6521                           | Сновськ — Городня  | 11:52    | -            | по вт, пт, нд |
| 6522                           | Городня — Сновськ  | -        | 12:11        | по вт, пт, нд |